# 31. konjeniški polk (ZDA)
Za druge 31. polke glejte 31. polk.
31. konjeniški polk (izvirno angleško 31st Cavalry Regiment) je eden izmed konjeniških polkov Kopenske vojske ZDA.